# ایالت مخیکو
ایالت مخیکو (به اسپانیایی: Estado de México) یکی از ۳۲ ایالت کشور مکزیک است. این ایالت ۱۲۵ بخش دارد و مرکز آن تولوکا است. بزرگ‌ترین شهر این ایالت، شهر اکاتپک د مورلوس است.
ایالت مخیکو در جنوب-مرکز مکزیک واقع است و شهر مکزیکو سیتی را از ۳ طرف، در بر می‌گیرد. این ایالت، با ایالت‌های کرتارو و ایدالگو از شمال، مورلوس و گوئررو از جنوب، میچوآکان از باختر، تلاسکالا و پوئبلا از خاور مرز دارد.

## پیوند به بری
- (اسپانیایی) وبگاه حکومت